# Platges de Xivares, Peña María i Aboño
Les Platges de Xivares, Peña María i Aboño, se situen en la  parròquia de Albandi, en el concejo de Carreño, Astúries. S'emmarquen en les platges de la Costa Central asturiana i tot i presentar vegetació a la platja, igual que ocorre amb pràcticament la totalitat de la Costa Central asturiana, no són considerades  paisatge protegit.

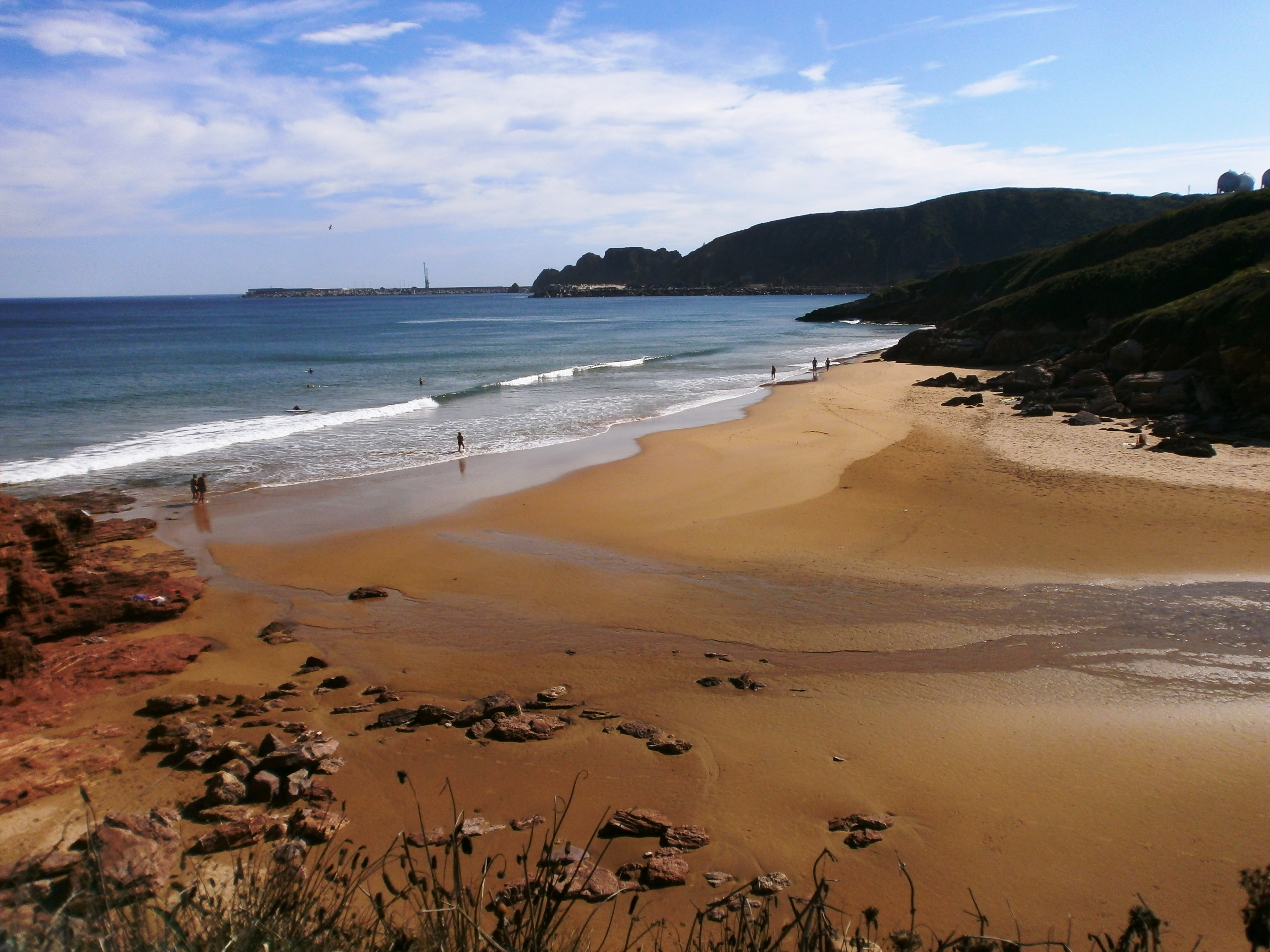
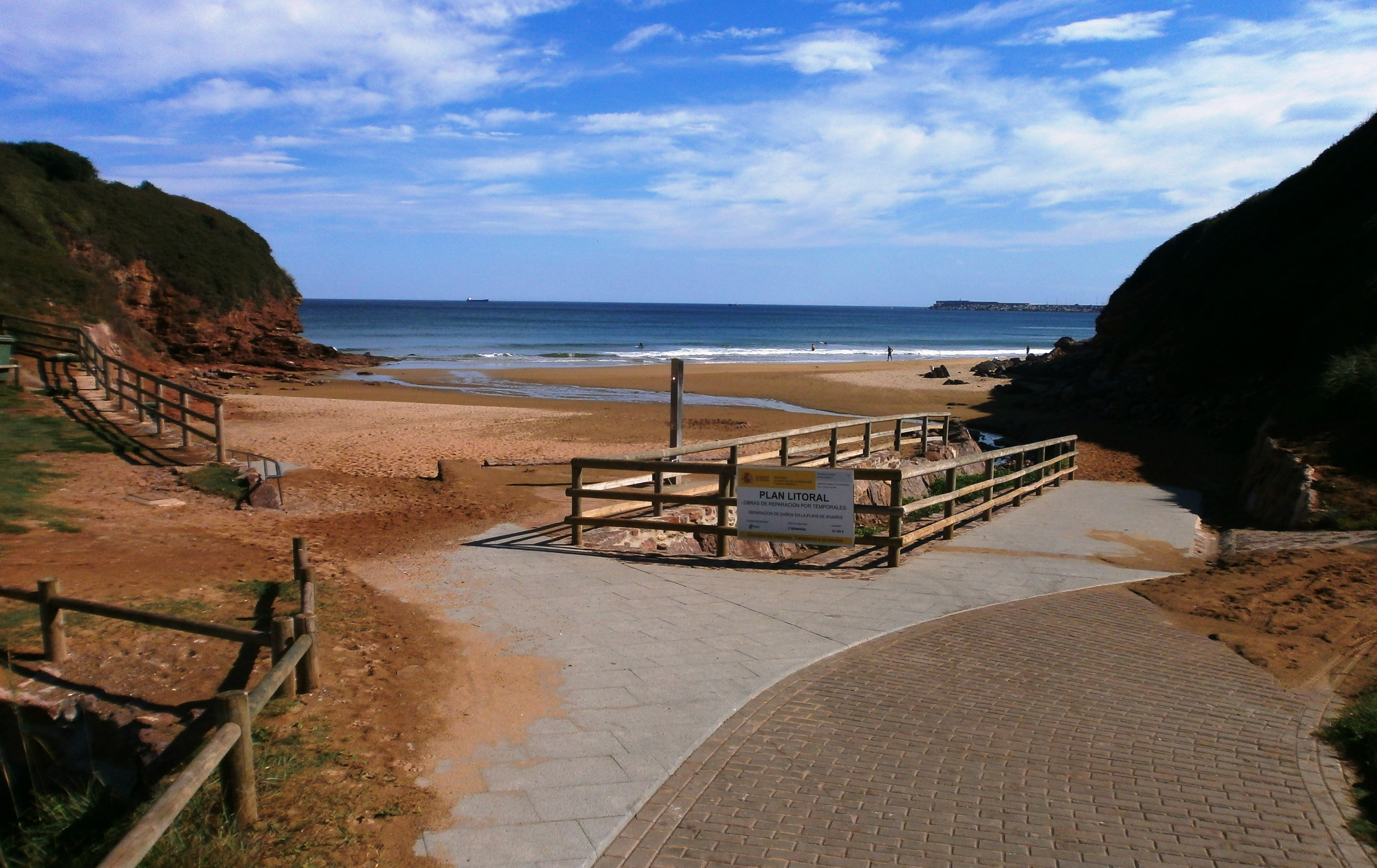

## Descripció
Oficialment se la coneix com a Platja Xivares, malgrat estar composta per tres cales de diversa grandària que es diferencien tan sols en el seu nom. La cala que es troba més propera a la zona urbanitzada de Xivares rep el nom de Platja Xivares, la següent es coneix com a Xivares 2 o Platja de Peña María, i la que se situa al costat de la ria de Aboño, és coneguda com a Platja d'Aboño, sent la més petita, comptant amb uns 350 metres de longitud, i la menys freqüentada. Les tres cales s'unifiquen en baixamar i presenten les mateixes característiques i forma de petxina, donant lloc en unir-se a un enorme sorral.
Compta amb gran varietat de serveis, lavabos, dutxes, papereres, neteja, telèfon, establiment de begudes i menjars, senyalització de perill així com a equip de salvament durant l'època estival.